# Megalopta peruana
Megalopta peruana är en biart som beskrevs av Heinrich Friese 1926. Megalopta peruana ingår i släktet Megalopta och familjen vägbin. Inga underarter finns listade i Catalogue of Life.